# Майкл Гепберн
Майкл Гепберн  (англ. Michael Hepburn, 17 серпня 1991) — австралійський велогонщик, олімпійський медаліст.

## Виступи на Олімпіадах
| Олімпіада   | Дисципліна                                 | Місце |
| ----------- | ------------------------------------------ | ----- |
| Лондон 2012 | Командна гонка переслідування, 4000 метрів | 2     |